# Essex girl
Essex girl (engelskt slanguttryck) är en brittisk stereotyp som liknar Valley girl. En "Essex girl" är en ung kvinna med arbetarbakgrund och med en osofistikerad attityd till livet. Stereotypen syftar på personer i och omkring grevskapet Essex i Londons nordöstra förorter.

## Utmaning av stereotypen
2004 vädjade Bob Russell, liberaldemokratisk parlamentsledamot för Colchester i Essex, i en debatt i underhuset, att sluta låta använda uttrycket Essex Girl. Han uppmanade till en bojkott av tabloiden The People, som hade skrivit flera nedsättande hänvisningar till flickor från Essex.
Essex Women's Advisory Group inrättades 2010 för att bekämpa den negativa stereotypiseringen av flickor som bor i Essex. Man ville bland annat stödja Essex-baserade kvinnoorganisationer som hjälper behövande samt finansiera projekt som främjar kvinnors och flickors lärande och framgångar inom vetenskap, teknik, konst, sport och näringsliv. Välgörenhetsfonden administreras av Essex Community Foundation.
Den 6 oktober 2016 lanserade Juliet Thomas och Natasha Sawkins från The Mother Hub en kampanj på sociala medier, för att uppmärksamma den negativa definitionen av Essexflickor i Oxford English Dictionary och Collins Dictionary. Deras huvudsakliga mål var att öka medvetenheten och att öppna en dialog kring den nedsättande stereotypen "Essex-Girl". Deras kampanj fokuserade på att ändra definitionen av "Essex-Girl" till "en tjej från eller som bor i Essex", genom att uppmuntra kvinnor att använda hashtaggen #IAmAnEssexGirl och att kämpa för att ordboksdefinitionerna skulle ändras eller tas bort.
Kampanjen nådde den nationella pressen. I december 2020, efter kampanj av Essex Girls Liberation Front, tog Oxford Advanced Learner’s Dictionary – som används för att undervisa icke infödda personer med engelska som modersmål – bort termen.